# Kurt Liebhart
Kurt Liebhart (Korneuburg, 22 de agosto de 1933-Klosterneuburg, 11 de enero de 2010) fue un deportista austríaco que compitió en piragüismo en la modalidad de aguas tranquilas. Ganó una medalla de oro en el Campeonato Mundial de Piragüismo de 1954 en la prueba de C2 1000 m.
Participó en dos Juegos Olímpicos de Verano en los años 1952 y 1960, su mejor actuación fue un sexto puesto logrado en Helsinki 1952 en la prueba de C2 1000 m.

## Palmarés internacional
| Campeonato Mundial | Campeonato Mundial | Campeonato Mundial | Campeonato Mundial |
| Año                | Lugar              | Medalla            | Evento             |
| ------------------ | ------------------ | ------------------ | ------------------ |
| 1954               | Mâcon (Francia)    | Medalla de oro     | C2 1000 m          |